# Minka (Japon)
Pour les articles homonymes, voir Minka.
La minka (民家, littéralement « maison du peuple ») est une maison japonaise de type traditionnel. Il s'agit plutôt d'un groupe d'une grande diversité d'architectures vernaculaires, construites dans l'un des nombreux styles traditionnels de construction propres à l'architecture japonaise. 
Dans le contexte des quatre divisions de la société du système de classe en usage à la période Edo (emprunté à la Chine), les minka étaient les habitations des paysans, des artisans et des marchands (c'est-à-dire les trois classes non samouraïs). Cette connotation n'existe plus dans la langue japonaise moderne, et toute résidence traditionnelle de style japonais d'âge approprié pourrait être appelée minka. On utilise aussi aujourd'hui le terme de kominka (古民家, litt. « vieille maison du peuple »).
Les minka se caractérisent par la structure du bâtiment, la structure de la charpente et la forme de leur toit. Les minka se sont développées à travers l'histoire avec des styles distinctifs qui se sont fixés à l'époque d'Edo.

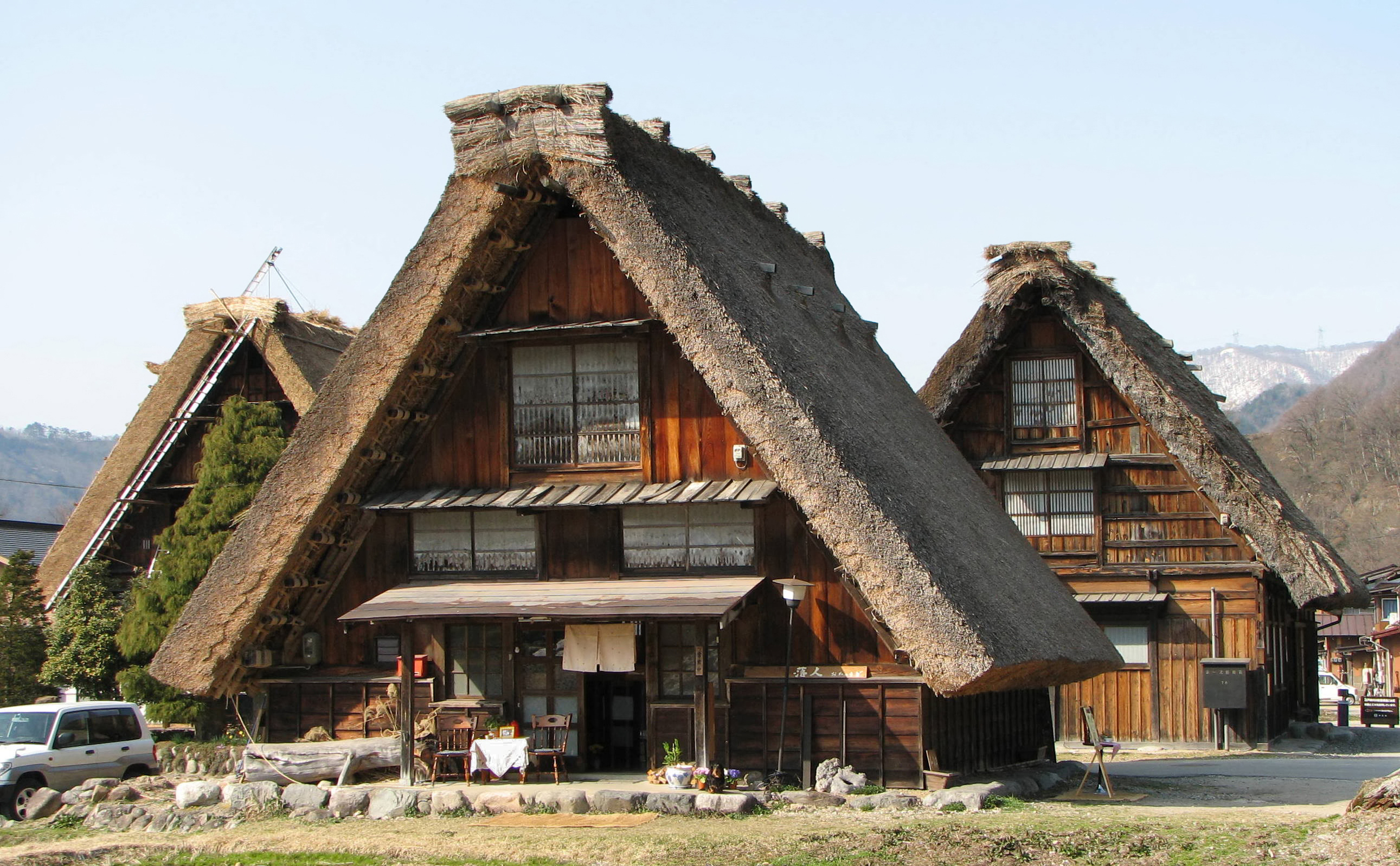
Des minka de type gasshō-zukuri dans le village d'Ōgimachi, Shirakawa-gō, préfecture de Gifu, 2008 (patrimoine mondial).

## Traits généraux
En 1935, Bruno Taut évoque cinq millions six cent mille fermes selon les chiffres de 1930. Et il remarque que les fermes, même petites, sont largement présentes dans les villes. À cette époque 80 % des Japonais, paysans, pêcheurs et autres, auraient habité dans des fermes, d'après lui. Par ailleurs il fait du climat (des traits quasi constants du Nord au Sud, l'humidité et le vent, et un bon ensoleillement) l'origine de certaines caractéristiques des fermes japonaises : « le plancher surélevé et posé sur des pilotis, les parois coulissantes qui laissent circuler l'air librement à travers la maison. »
Leur silhouette est avant tout déterminée par le toit. Bruno Taut remarque l'étonnante similitude avec des types européens d'alors : couverture de paille, de roseau et de jonc, essentiellement, mais sans oublier certains toits de tuile ou de bardeau lestés de pierre. Il note donc aussi leur très grande diversité. Tandis que certains ont des toits à forte pente, jusqu'à 60°, d'autres sont à très faible pente pour la couverture, 40°. Il note aussi que le style rectiligne en certains endroits, est marqué ailleurs par des courbes et des ondulations, « à la mode baroque ». Le feu se consume lentement dans un foyer ouvert (irori) et la fumée s'échappe par le toit, brunissant les parties basses, régulièrement astiquées et noircissant les surfaces en hauteur. L'auteur note aussi, avec de nombreuses remarques précises sur l'intérieur, la présence de fourneaux en pierre et chaux, disposés en demi-cercle, ce qui facilite leur alimentation en bois.
Enfin il indique, dans certaines régions — Kyoto et Nara — parfois la mixité des procédés de couverture, des toits de chaumes, pentus, jouxtant d'autres à faible pente et en tuiles. Ailleurs, le faîtage et les bords de rive associent le chaume et la tuile. Des juxtapositions équivalentes se retrouvent en montagne et sur les côtes : toit de chaumes et toit de bardeaux lesté de pierres, « sans que l'un ne détonne par rapport à l'autre ».

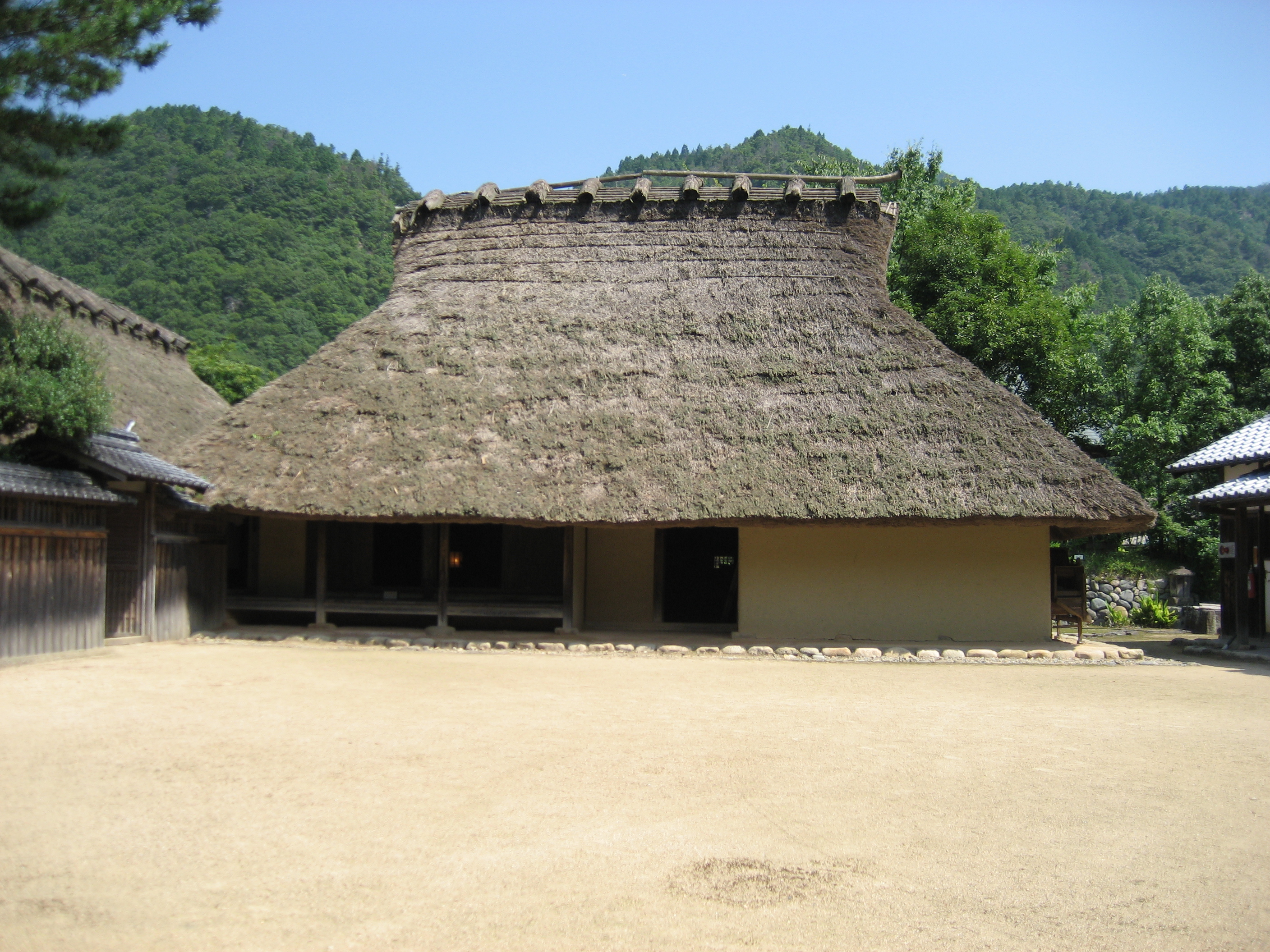
L'une des trois plus anciennes minka, la maison Hagoki, à Kobe, seconde moitié de la période de Muromachi, soit entre 1450 et 1573.

On appelle les plus anciennes minka des sennen-ya, « maisons millénaires ». Toutes datent de la seconde moitié de la période de  Muromachi, peut-être du XVe siècle. Les seules minka du XVIIe siècle qui subsistent sont la maison Yoshimura, de la préfecture d'Osaka, et la maison Imanishi, de la préfecture de Nara. Jusqu'au XVIIIe siècle elles sont sans fondation, les poteaux étant simplement enfoncés dans un trou (style hotate). Les minka qui ont survécu jusqu'à maintenant ont appartenu à des gens du peuple mais d'un statut élevé. Par ailleurs si le terme minka (habitation privée) désigne une habitation populaire, dans le contexte d'études folkloriques ou d'histoire de l'architecture, il désigne une habitation construite dans des matériaux et selon des techniques locales.

## Une grande variété de types
Le terme minka signifie littéralement « maisons du peuple ». Il s'emploie pour les maisons qui abritaient une grande variété de personnes, des agriculteurs aux chefs de village, aux marchands et aux samouraïs de bas niveau.
Les minka offrent donc un large éventail de types et de tailles, en grande partie en raison des conditions géographiques et climatiques différentes ainsi que du mode de vie des habitants. Ces « maisons du peuple » concernent, traditionnellement, les quatre classes d'habitation japonaises : les fermes nōka (農家), les maisons de ville machiya (町屋／町家), les habitations de pêcheurs gyoka (漁家) et habitations de montagne sanka (山家)

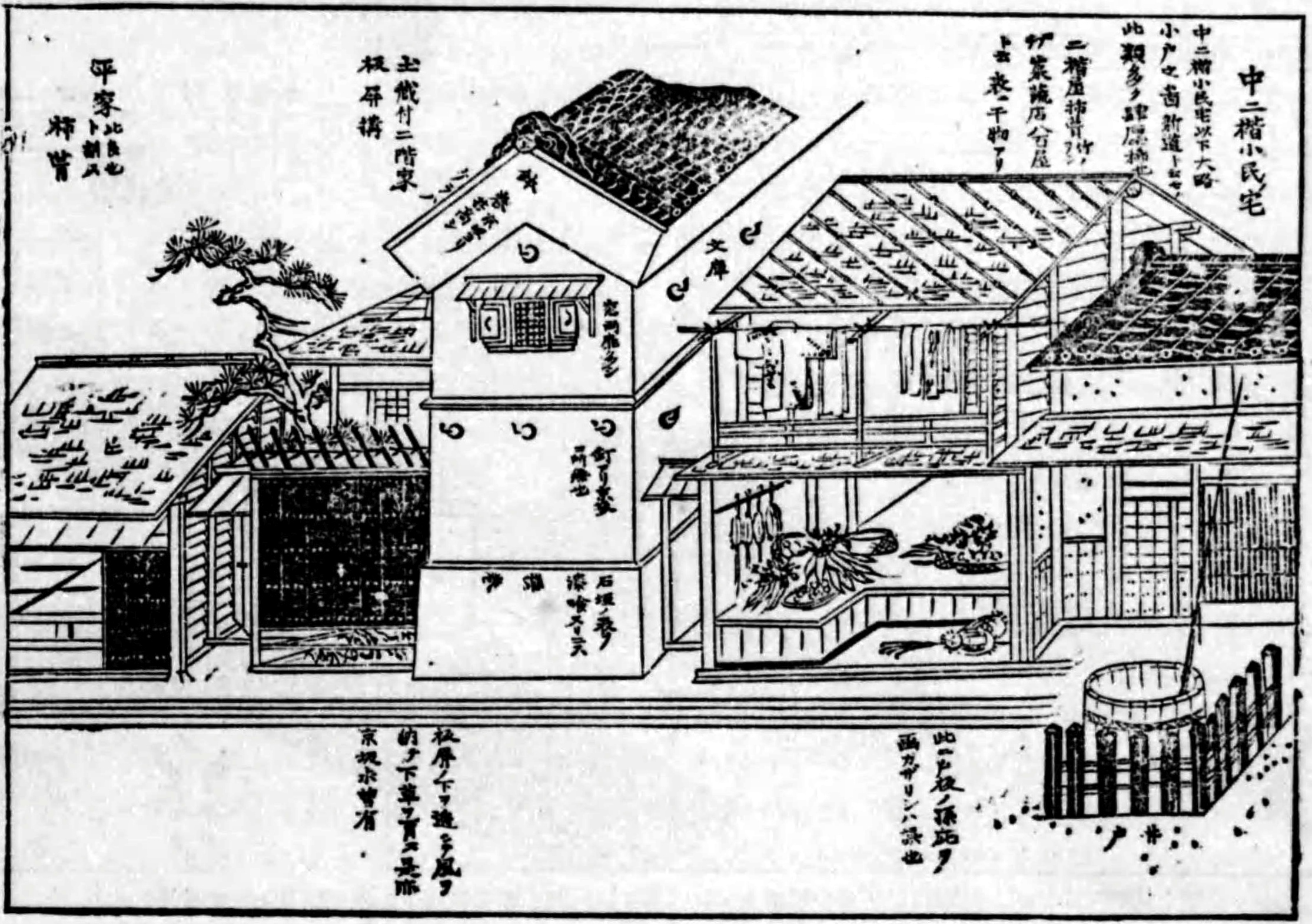
À droite, une machiya sur la rue, époque d'Edo.
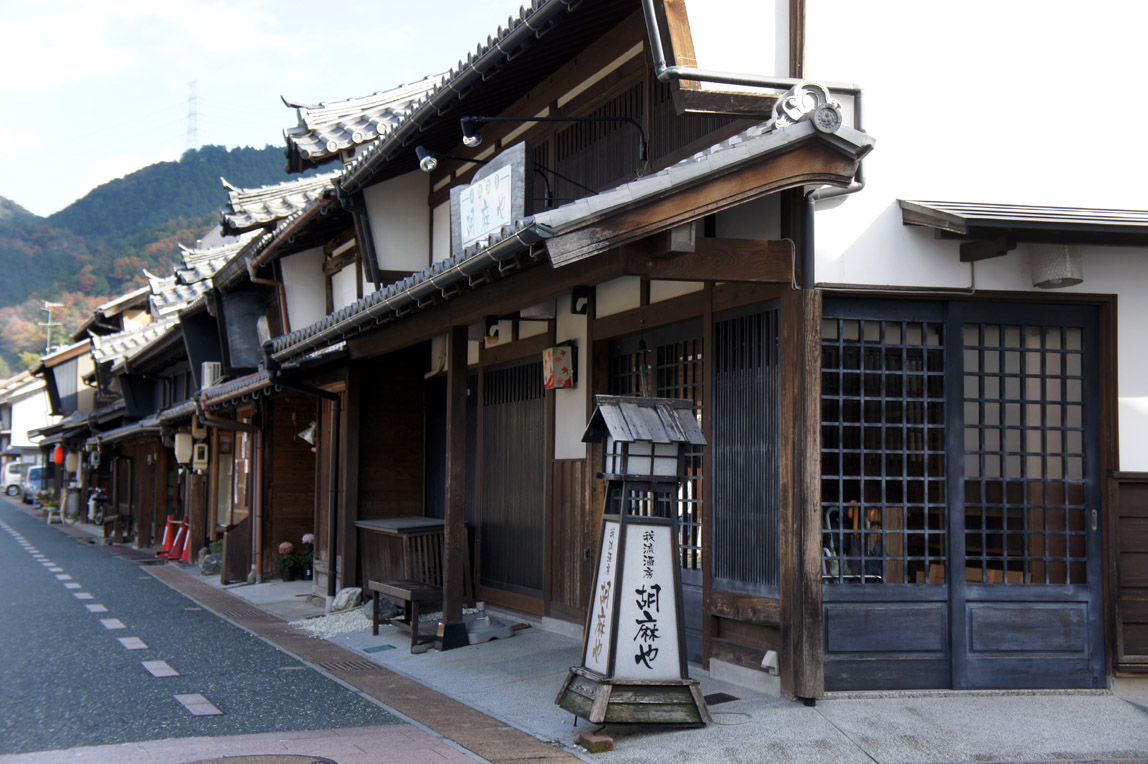
Des machiya mitoyennes à Mino (Gifu), 2010.
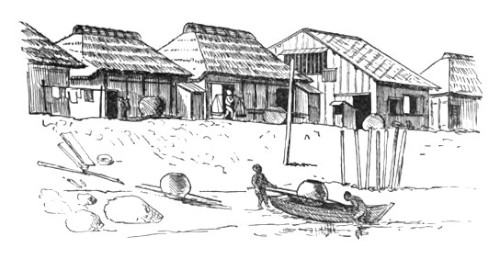
Des gyoka à Eno-shima en 1885[8].

Contrairement à d'autres formes d'architecture japonaise (comme celles du style sukiya (数寄屋), c'est la structure plutôt que le plan qui est de première importance pour le style minka. Néanmoins les charpentiers d'autrefois se contentaient d'un plan au sol pour concevoir l'ensemble d'un bâtiment, dont ceux de type minka. Le choix de l'emplacement des poteaux va déterminer l 'échelle, le tracé du contour et la division des espaces. On distingue poteaux principaux et secondaires. La position des poteaux principaux détermine la structure de la maison. Les minka sont, en effet, divisées par des poteaux principaux qui constituent le cadre de base et supportent la charge structurelle du bâtiment; les poteaux secondaires sont organisés de manière à correspondre aux dispositions fonctionnelles du plan. On rencontre ainsi au moins huit types de structures :
- « Le U inversé » se compose de deux poteaux verticaux reliés par une poutre horizontale. C'est le type en usage depuis la plus haute antiquité. Ces U inversés peuvent ensuite être reliés par des poutres latérales. La poutre peut être fixée au sommet du poteau soit en s'appuyant sur elle, soit au moyen d'un tenon dans la poutre et d'une mortaise dans le poteau. Cette dernière méthode se trouve souvent dans des minka de l'île de Shikoku, côté mer intérieure de Seto[12].
- « L'échelle » cette structure est composée d'un certain nombre d'« échelles » constituées de poteaux et de poutres reliées à des poutres plus grandes, y compris des poutres plus proches du niveau de la fondation. Cette forme de structure serait apparue dans les maisons de ville de la période Edo. Le système permet le placement irrégulier des poteaux et, par conséquent, permet une flexibilité dans le plan[12].
- Avec le style « parapluie », quatre poutres rayonnent à partir d'un poteau central. Elles sont placées de façon à se relier à des poteaux secondaires placés au milieu de chaque côté d'un carré imaginaire. Ensuite, les poteaux qui seront placés aux coins ne sont que des accessoires pour l'aménagement des murs. Les minka de ce type se trouvent souvent dans la préfecture de Shiga[13].
- La « croix » : deux poutres à angle droit reposent sur quatre poteaux à leur extrémité. Comme dans le cas précédent les poteaux sont placés sur les côtés du carré imaginaire, sur le plan. Les poteaux d'angles étant secondaires. Ce type est souvent utilisé pour les très petits minka qui n'ont pas de poteaux au centre de l'espace principal. Pour les grands minka, ce système est utilisé seulement dans la partie en terre battue. Le style se retrouve le plus souvent dans les préfectures de Shiga et de Fukui.
- Les « croix parallèles » : une variante de la précédente. Deux jeux de deux poutres en croix sont placées parallèlement et reposent sur huit poteaux à leurs extrémités. Ce qui couvre une superficie de 5 mètres sur 10 mètres. Ce type se rencontre dans la préfecture de Shizuoka.
- La structure en « boîte » : quatre poteaux ou plus sont reliées au moyen de linteaux mortaisés, des « accolades en bois » et des poutres pour créer une structure en forme de boîte. La « boîte » a environ six mètres de côté. Ce type a été conçu à l'époque d'Edo et se trouve dans les préfectures de Toyama et Ishikawa[14].
- Le type jungle gym. La « boîte interconnectée » se rencontre à Kyoto et à Osaka. Des linteaux à tenon placés en hauteur et de semblables éléments horizontaux relient les poteaux ensemble.
- Le type à « poutres montantes » présente une forme qui permet une meilleure utilisation du deuxième étage: conçu pour améliorer la convivialité des chambres mansardées du deuxième étage. Ce type est commun partout dans les entrepôts à deux niveaux, dans tout le pays et est particulièrement courant dans les maisons de ville dans le district de Sanyo (par exemple dans la ville de Kurashiki). Les poteaux latéraux sont reliés aux poutres du second niveau, et les poteaux d'angle sont liés par des poutres placées dessus[15]. Il en existe de plusieurs types (présentés de manière détaillé, ci-dessous) : les types sasu (également connus sous le nom de gasshō) et les types odachi sont de beaucoup les plus courants.

## Conception du plan d'étage
Il y avait deux méthodes principales pour établir le plan d'étage de la minka. La méthode kyoma (京間) utilise une taille standard de tatami, tandis que la méthode inakama (田舎間) est basée sur l'espacement des poteaux. 
La méthode kyoma fonctionne bien pour les minka sans poteaux centraux, car les tapis et les cloisons coulissantes (fusuma et shōji) peuvent être basés sur une taille standard. Elle était principalement utilisée dans la minka de l'est du Japon. La méthode a ses inconvénients si elle est utilisée avec des poteaux car les variations de largeur des poteaux peuvent rendre difficile la préfabrication des cloisons coulissantes.
La méthode inakama est basée sur la distance entre le centre d'un poteau et le centre du poteau adjacent et elle a été principalement utilisée du côté est du Japon.

## Construction
La taille, la construction et la décoration d'une minka dépendent de son emplacement, du climat et du statut social de son propriétaire. 
Les minka ont été influencées par les techniques de construction locales et ont été construites avec des matériaux abondants sur place. Par exemple, les minka à Shizuoka utilisaient une grande quantité de bambous pour les toits, les avant-toits, les portes et les planchers. Lorsque les roseaux de miscanthus étaient difficiles à obtenir pour les toits de chaume, on utilisait des bardeaux en remplacement ; dans les zones volcaniques, des joncs ou des planches ont été utilisées à la place de l'argile pour les murs.
Le climat a une incidence sur la construction : à Kyoto à la fin des périodes Heian et Muromachi, les toits étaient recouverts de minces bardeaux de bois afin que les propriétaires mettent des pierres dessus pour empêcher les bardeaux de s'envoler dans le vent.
Le statut social du propriétaire du minka était indiqué par la taille et la complexité du bâtiment. Pour le minka au toit de chaume, le nombre de membres en bois croisés umanori (馬乗り) ou de faisceaux de roseaux de miscanthus le long de la crête est un bon indicateur de l'importance du statut du propriétaire dans le village. Pour le type machiya, la présence et la complexité d'un udatsu (卯立) — un mur qui dépasse de la ligne de toit — a un statut similaire. L’udatsu a hérité de la fonction de coupe-feu, mais au départ c'était une méthode pour établir l'étendue de la propriété sur les longues terrasses de maisons disposées en rangs.
Au cours de l'évolution de la minka, les maisons de ville machiya ont vu progressivement changer leur mode de construction, passant de matériaux périssables et inflammables à des matériaux plus durables. Les toits de chaume ont été remplacés par des tuiles et les poutres apparentes ont été recouvertes de couches d'enduit d'argile. De même, les ouvertures des minka se limitaient originellement à de petites fenêtres et une simple porte coulissante, tandis qu'à partir du milieu de la période Edo, sont apparues de plus grandes ouvertures et des paires de portes coulissantes dans des rails à double rainure.
La minka appartenant à des personnes d'un statut social supérieur a commencé à incorporer des éléments du style shoin, en particulier dans les salons. Les types d'éléments incorporés étaient limités par des lois somptuaires pour préserver des distinctions de classe strictes.

## Toiture

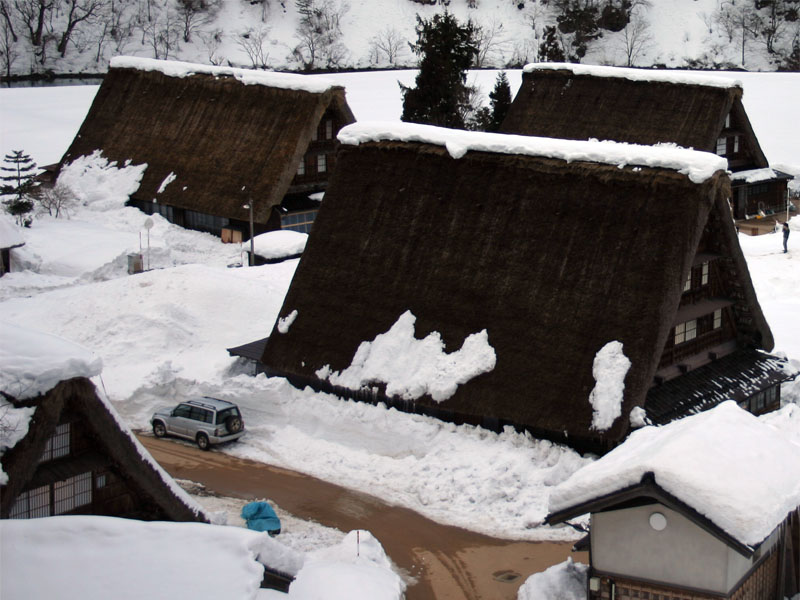
Le village de Gokayama sous la neige, février 2005.
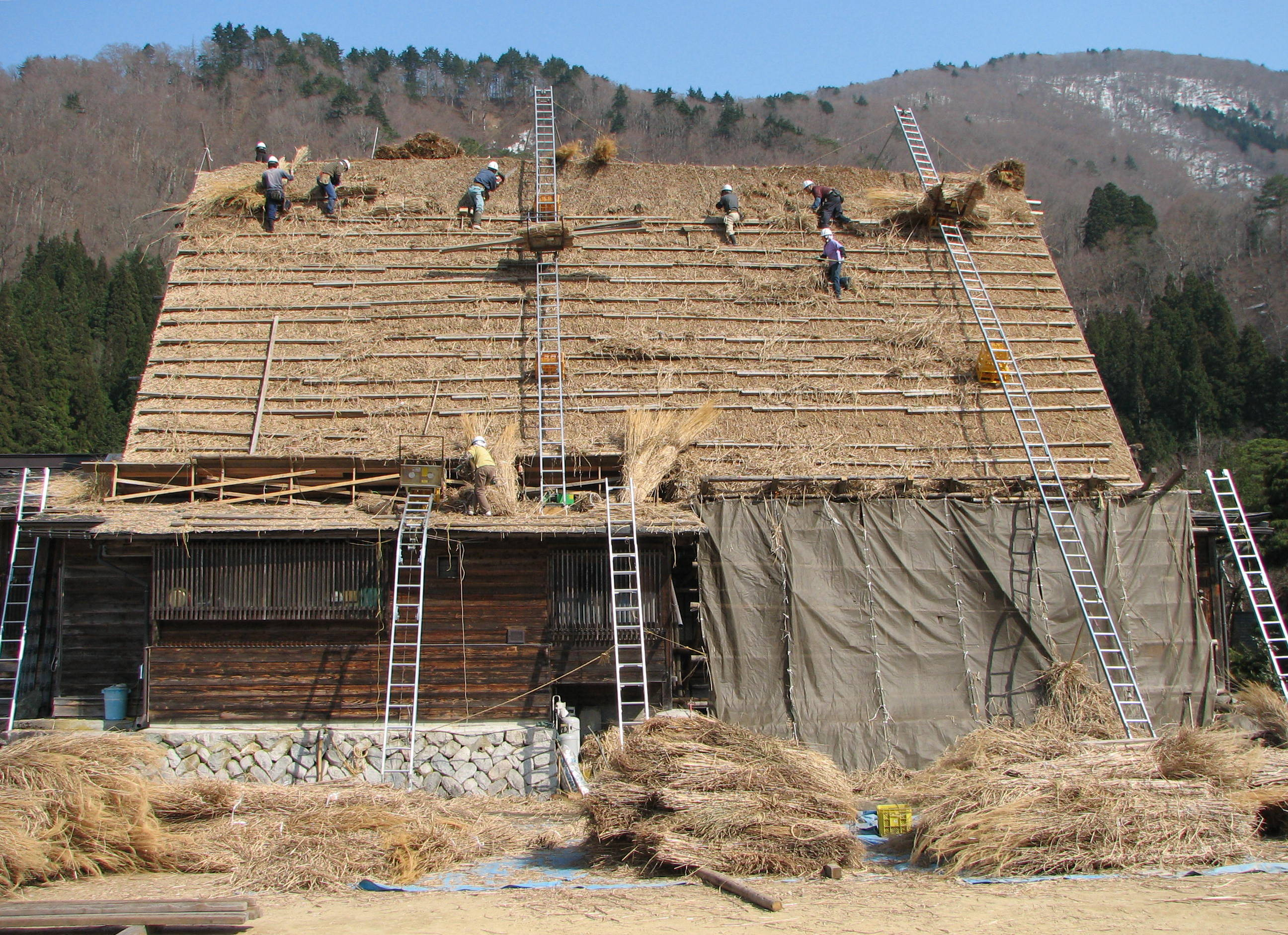
Réfection de la couverture d'un minka de style gassho-zukuri, village d'Ogimachi, Shirakawa-go, préfecture de Gifu, avril 2008.
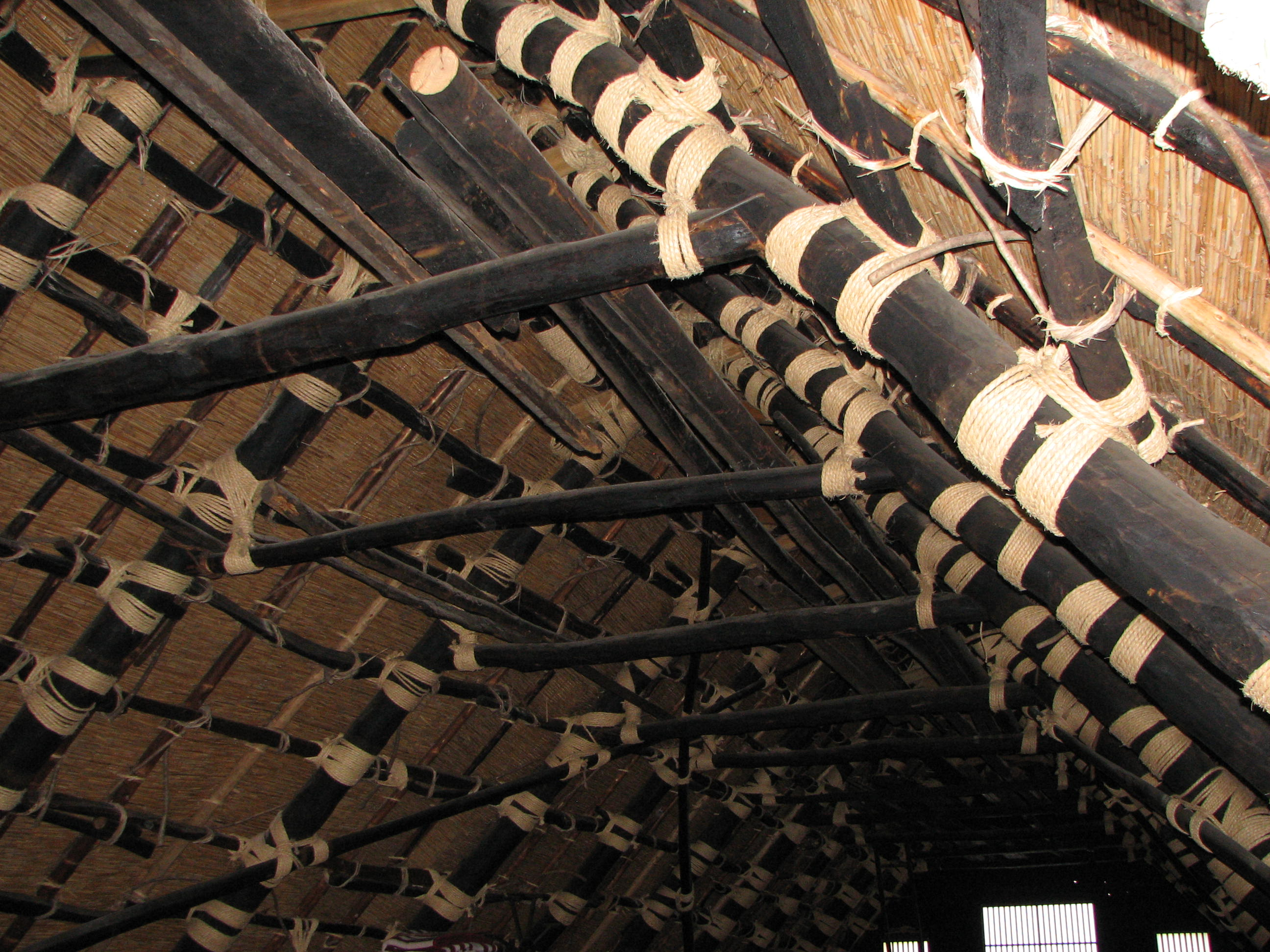
Charpente : assemblages d'une toiture de style gassho-zukuri, village d'Ogimachi, Shirakawa-go, préfecture de Gifu.
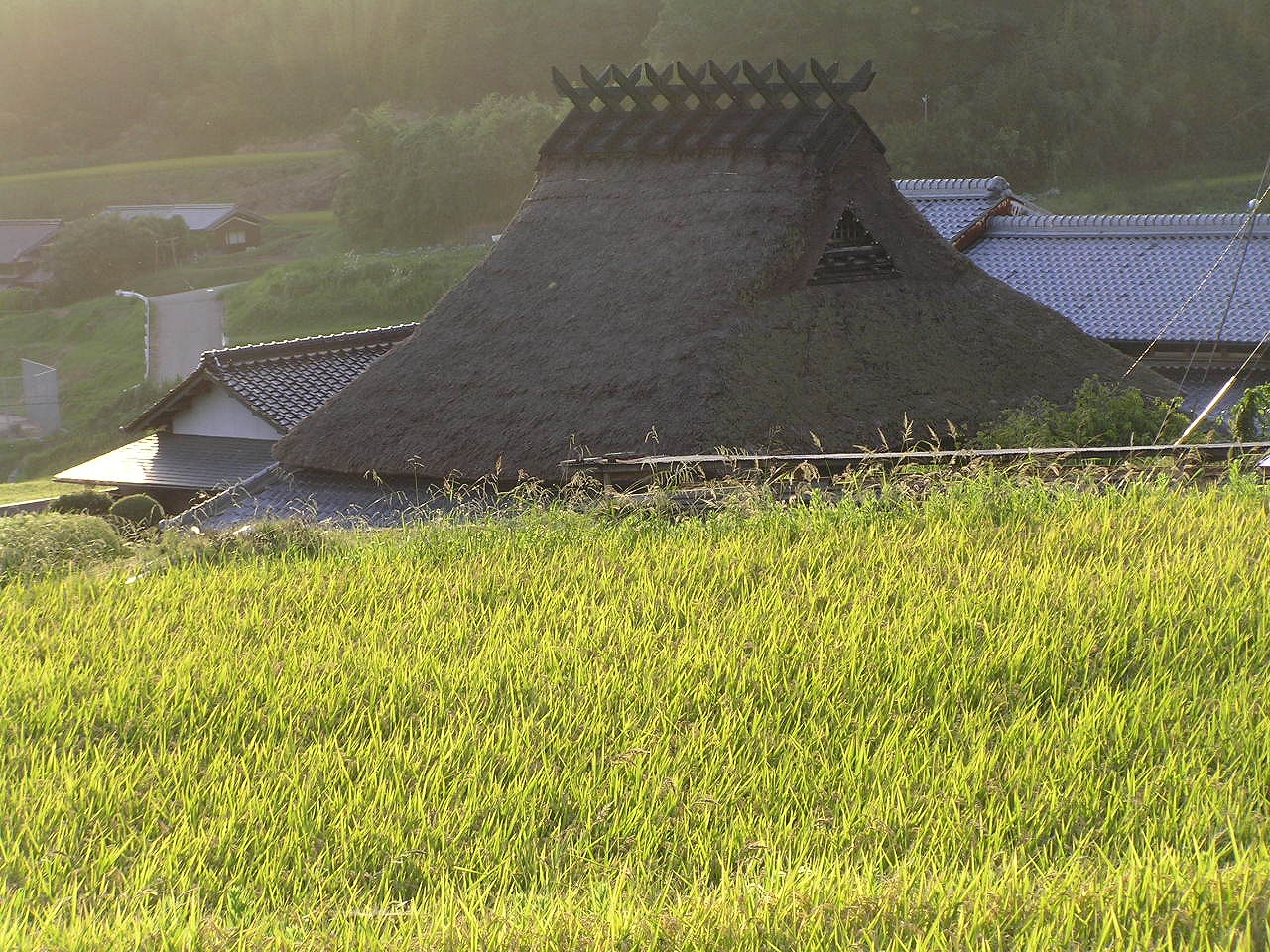
Vieille maison à Kita-kuo, Kita-ku (Kōbe).
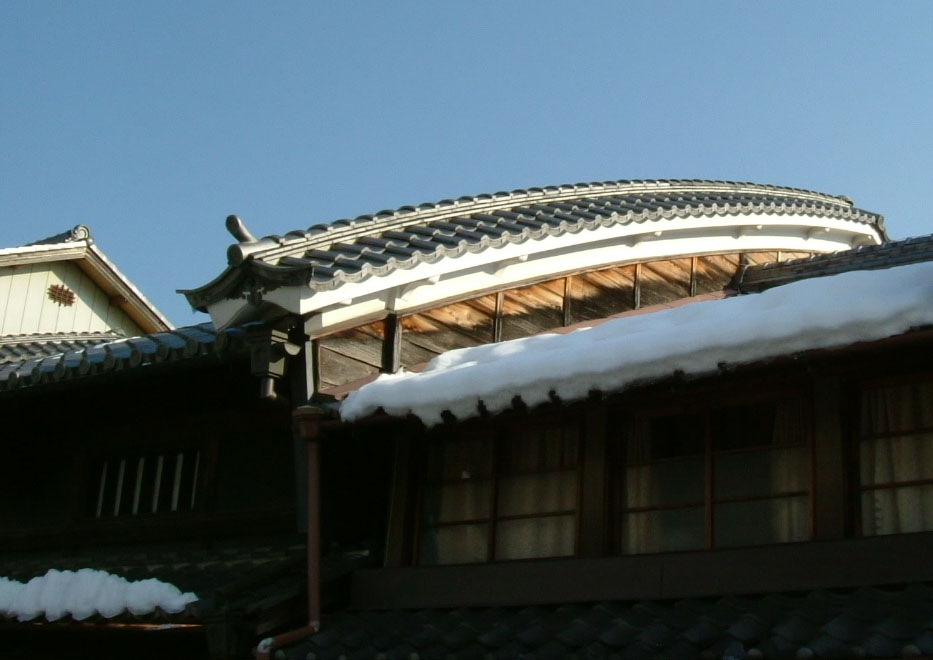
Type machiya. Gros plan sur un udatsu : udatsu en tuiles, dépassant du toit[23].

Il existe quatre types de forme de toit qui peuvent être identifiées. La plupart des machiya ont des toits à pignons kirizuma (切妻), recouverts de bardeaux ou de tuiles, et inclinés de chaque côté de la maison. La majorité des nōka ont soit des toits en croupe de style yosemune (寄せ棟) au toit de chaume, qui s'inclinent sur quatre côtés, soit le toit en irimoya (入母屋), plus élaboré, avec plusieurs pignons et une combinaison de parties en chaume et de parties en bardeaux. Enfin, le hogyo (方形) est également incliné dans quatre directions mais est de forme plus pyramidale. 
Le but principal de la mise en forme des toits en minka était de s'adapter aux précipitations importantes subies dans de nombreuses régions du Japon. Un toit à forte pente permet à la pluie et à la neige de tomber directement, empêchant l'eau de pénétrer par le toit dans la maison et, dans une moindre mesure, d'empêcher le chaume de devenir trop humide et de commencer à pourrir,.
Au sommet et à d'autres endroits où les sections de toit se sont réunies, des décorations ont été ajoutées. Les toits de chaume auraient des couches de paille, de poteaux de bambou ou de planches de bois coupées ou transversales. [20] Les toits de tuiles ont une variété de plaques décoratives aux extrémités de la crête, par exemple, shachi (鯱, poisson). Ils avaient également des plaques circulaires aux extrémités des tuiles à l'avant-toit appelées gatou (瓦当) qui aidaient à dévier la pluie.

## L'intérieur de la ferme

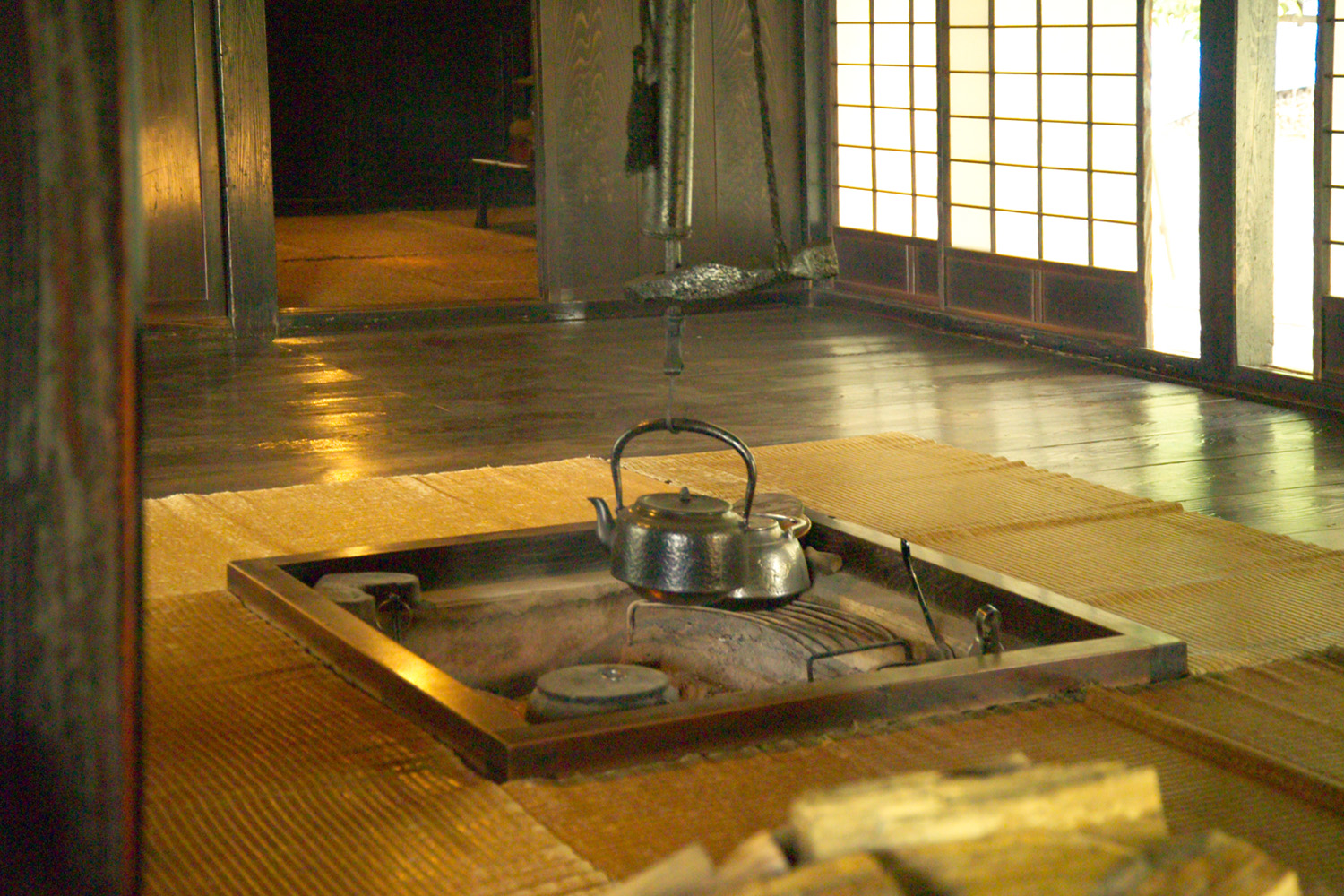
L'irori (囲炉裏?), foyer intégré.
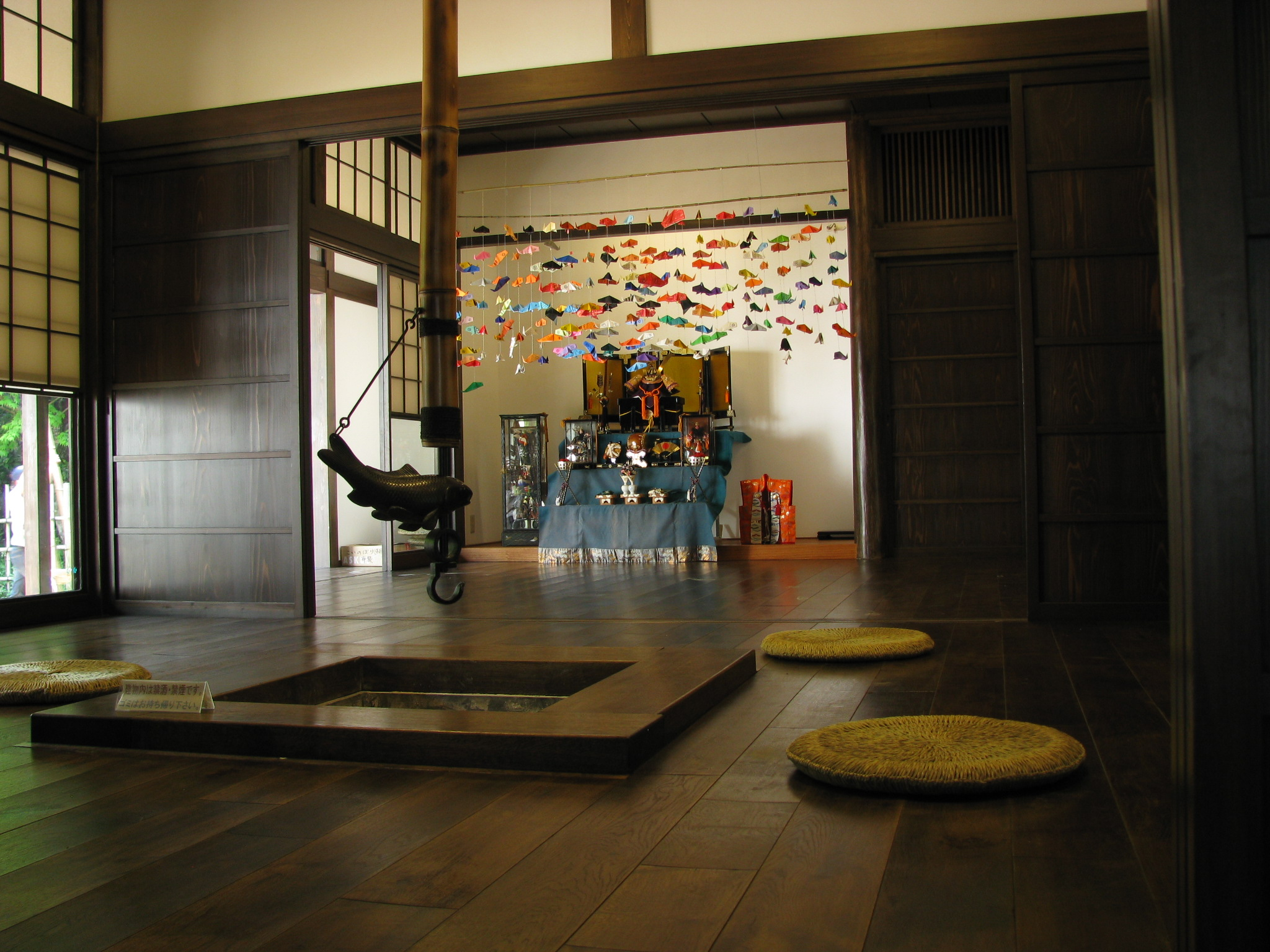
Crochet de foyer jizai kagi avec contrepoids en forme de poisson. Parc de Chigasaki-satoyama à Chigasaki, Kanagawa.

Des avant-toits profonds permettent de se protéger des pluies violentes. Ils empêchent le soleil de pénétrer à l'intérieur pendant l'été, et ils permettent aux faibles rayons de soleil de réchauffer la maison pendant l'hiver. Il y a souvent une véranda engawa (縁側／掾側) dont le plancher est en bois, autour de la maison sous l'avant-toit et protégée à l'extérieur par des volets. Dans les zones où la neige est abondante, il peut y avoir une zone au sol abaissée à l'extérieur de la véranda, davantage protégée par des volets, ce qui aide à empêcher la neige de souffler à l'intérieur. 
L'intérieur d'une minka était généralement divisé en deux sections: un sol en terre compactée, appelé doma (土間) et un plancher surélevé (généralement à environ 50 cm. au-dessus du niveau de la doma), appelé hiroma (広間) et, dans les maisons plus grandes et plus riches, une zone ou un ensemble de pièces recouvertes de tatamis ou de matsiro, appelé zashiki (座敷). Les grandes fermes avaient parfois une véranda intérieure surélevée et au sol en bois hiroshiki (広 敷) qui séparait la doma et les zones de tatami. Dans les maisons plus anciennes, comme la maison Yoshimura du XVIIe siècle, cette zone de séparation mesurait jusqu'à 2,5 m de large et les domestiques y dormaient apparemment.
Le plancher surélevé comprenait souvent un foyer intégré, appelé irori (囲炉裏). Au-dessus du foyer rempli de cendres on accrochait une bouilloire suspendue au plafond par un crochet de foyer, réglable, en bois, métal et bambou. Ce jizai kagi (自在鈎) pouvait être élevé ou abaissé en fonction de la quantité de chaleur requise et était souvent façonné en forme de poisson ou en forme de lame. Il n'y avait pas de cheminée dans la ferme et la fumée des irori montait à travers le toit en séchant les roseaux et en dissuadant les insectes. L'irori était le centre de communication de la maison où la famille se réunissait pour discuter et manger, et c'était un endroit confortable pour dormir.
Bien qu'il y ait de nombreuses dispositions possibles pour les pièces d'une maison, l'une des plus courantes, appelée yomadori (四間取り), comprenait quatre pièces dans la partie surélevée de la maison, adjacente à la doma. L'agencement et la taille de ces pièces ont été rendus plus flexibles avec l'utilisation de cloisons coulissantes en fusuma et shōji.
Le statut social du propriétaire de la maison impliquait les conventions d'usage pour gérer les relations sociales dans la maison. Par exemple, les personnes les moins bien classées s'asseyaient sur le sol en terre tandis que celles au-dessus d'eux s'asseyaient sur l’hiroshiki et celles au-dessus sur les tatamis au sol. Les invités d'honneur s'asseyaient ensuite dos au tokonoma (床の間). Les exigences d'étiquette sociale s'étendaient à la famille et il y avait des places assises particulières yokoza (横座) positionnées autour du foyer.

## Fermes typiques de la période Edo
Un certain nombre de styles de fermes ont été mis au point au cours de la période Edo; en voici quelques exemples.

### Gasshōetodachi:minkadu type dit aux poutres montantes
Les fermes à toit de chaume basées sur la structure « à poutres montantes » peuvent être classées en quatre types principaux. Le yojiro-gumi et le wagoya (和小屋) sont rares. Le dernier d'entre eux, le wagoya, est populaire pour les maisons de style machiya. Les types sasu (扠首) (également connus sous le nom de gasshō (合掌) et les types odachi sont beaucoup plus courants,. 
Le style odachi a des chevrons, des traverses et des poteaux verticaux courts pour soutenir la crête. Historiquement, ces poteaux se seraient étendus au sol, entraînant une rangée de poteaux s'étendant au centre de la maison et la divisant. Bien que ceux-ci puissent être logés dans l'agencement de la maison principale, ils n'étaient pas pratiques dans la zone d'entrée au sol, ils ont donc été omis et une structure de poutre spéciale a été utilisée à la place. Ce style a été largement utilisé jusqu'à la période Edo où un changement a été apporté au style sasu (bien que les deux types aient été utilisés depuis les temps historiques). 
Les minka de style gasshō-zukuri (合掌造) ont de vastes toits qui sont une grande forme du système structurel sasu. Leur nom dérive de la similitude de la forme du toit avec deux mains dans la prière. On les trouve fréquemment dans la préfecture de Gifu. [32] Les étages supérieurs des maisons à deux et trois étages sont utilisés pour la sériciculture, avec un espace de stockage pour les plateaux de vers à soie et de feuilles de mûrier. [33]. Le style sasu présente en effet une forme triangulaire, avec une paire de chevrons qui se joignent en haut pour soutenir le poteau de faîtage. Les extrémités de ces chevrons ont été affûtées pour s'insérer dans des trous de mortaise à chaque extrémité de la traverse. Comme ce système ne repose pas sur des poteaux centraux, il laisse un plan plus dégagé que le style odachi.

### Honmune

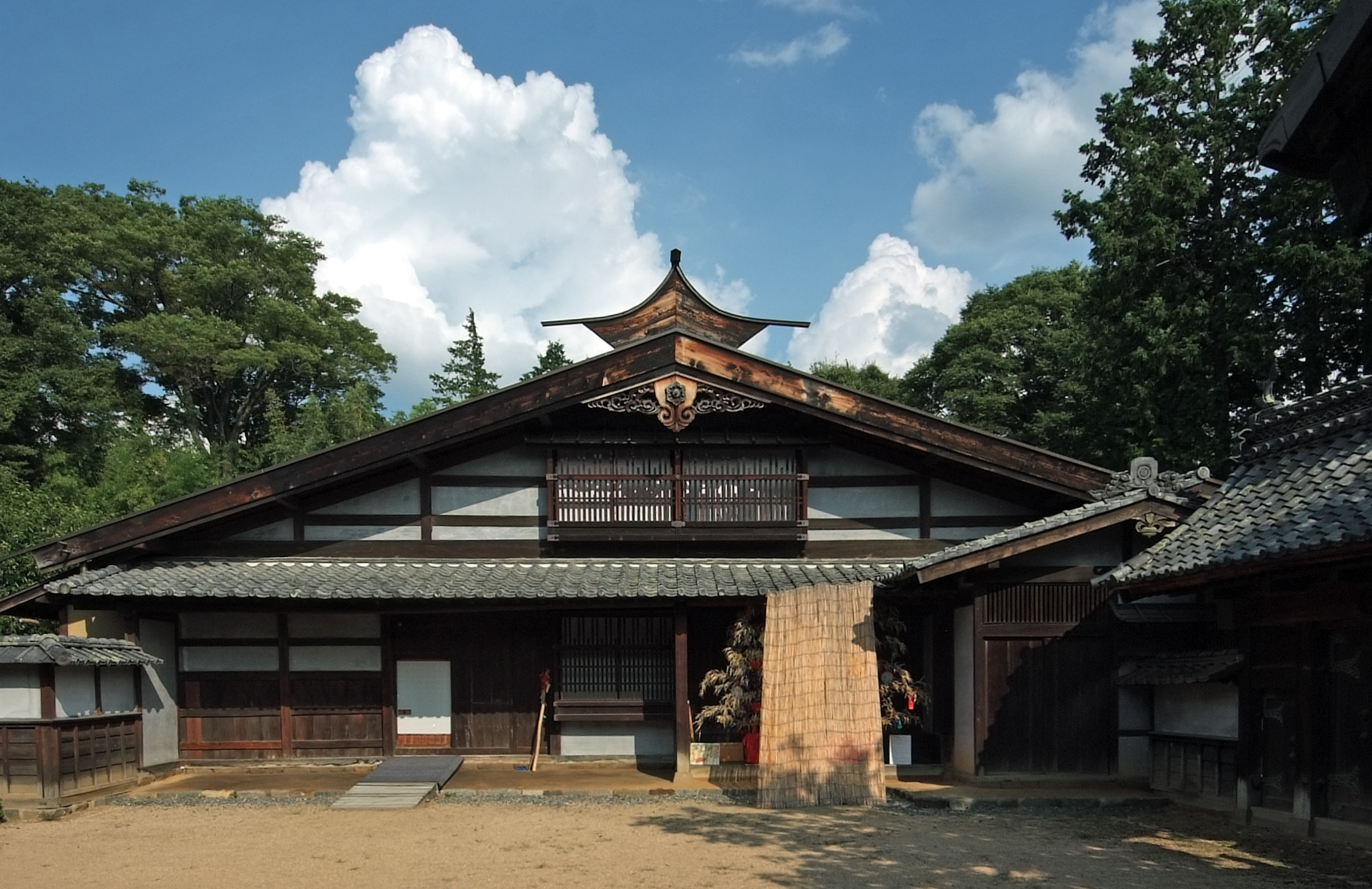
Maison de style honmune décorée d'un oiseau sur le pignon. Matsumoto, préfecture de Nagano.

honmune-zukuri (本棟造) signifie littéralement « vraie crête » : le style a un plan presque carré avec un toit à pignon recouvert de panneaux. Le pignon de la maison est particulièrement impressionnant avec sa composition de poutres, avant-toits et croisillons. Le pignon est surmonté d'un ornement en forme d'oiseau appelé suzume-odori (雀踊り). Des maisons de ce type se trouvent dans les préfectures de Gunma, Nara, Yamaguchi et Kōchi.

## Préservation
|  |  |

Dans l'après-guerre, une publication fit date, celle de Minka: Japanese folk houses, en 10 volumes, par le jeune étudiant en architecture et photographe Futagawa Yukio, et complété par le texte d'Itoh Teiji, publié au Japon entre 1957 et 1959. Les vues et leur commentaire polarisa l'attention sur les usages des matériaux naturels — toits massifs et poteaux puissants — et sur la diversité des types de construction rurale, ainsi que la fonctionnalité de ses formes. Dès 1957, la première à avoir été protégée par la loi (Cultural Properties Protection Law) a été la maison de la famille Imanishi, datant du début de l'époque d'Edo. 
Les minka sont généralement traitées comme des monuments historiques, et beaucoup ont été désignées pour être préservées par les municipalités ou le gouvernement national. L'énorme variation régionale des minka a également été préservée dans des musées en plein air tels que le Nihon minka-en à Kawasaki, où des exemples tirés de tout le Japon sont exposés.
Certaines minka possèdent un caractère historique reconnu et sont préservées et entretenues avec attention par les municipalités locales ou le gouvernement japonais. C'est, en particulier le cas des gasshō-zukuril, maisons de type gassho, dans les villages historiques de Shirakawa-gō et Gokayama, qui sont inscrits au patrimoine mondial de l'UNESCO. Ces villages existent depuis le XIe siècle.
En 1997, la Japan Minka Reuse and Recycle Association (JMRA) a été créée pour promouvoir les avantages et la conservation de la minka. L'une d'entre elles, appartenant à la famille Yonezu, a été acquise par la JMRA et donnée à Kew Gardens dans le cadre du festival Japan 2001. La structure en bois a été démontée, expédiée et réassemblée à Kew avec de nouveaux murs et un toit de chaume.
Par ailleurs, la conférence de la Chaire du Louvre, en 2023, a mentionné une "Maquette en bois de maison japonaise de la classe inférieure", réalisée, semble-t-il, avant 1844. D'autre part, une maison japonaise authentique a été conservée intégralement et fait partie des collections du Musée de l'Homme. Cette maison en bois (pin rouge, mélèze, châtaignier, orme de Sibérie et chêne) provient de Kiso, dans la région de Nagano. Construite au XIXe siècle, elle est arrivée en France en 1999 et installée au Musée de l'Homme en 2007.

## Formes anciennes
Un miroir de la période Kofun (du IIIe – VIIe siècle) et conservé dans les collections impériales présente quatre types de maisons traditionnelles de l'époque. L'une est une maison à demi-enterrée qui comporte un toit en croupe et à pignon, une autre est un genre d'entrepôt surélevé avec toit à pignon, une autre une maison surélevée et toit à pignon, enfin une cabane à un étage et toit à pignon, tous avec un toit de chaumes. Particulièrement détaillés sont les différentes solutions pour composer les épis de faîtage fourchues sur les pignons, les chigi. De cette période on conserve aussi quelques modèles de maison en terre cuite, des iegata haniwa. Quelques-unes présentant des genres de katsuogi.